# Linaria bubanii
Linaria bubanii är en grobladsväxtart som beskrevs av Font Quer. Linaria bubanii ingår i släktet sporrar, och familjen grobladsväxter. Inga underarter finns listade i Catalogue of Life.